# Vorhang auf! (Album)
Vorhang auf! ist das 28. Studioalbum des österreichischen Schlagersängers Freddy Quinn, das 1972 im Musiklabel Polydor (Nummer 2371 302) erschien. Es konnte sich nicht in den deutschen Albumcharts platzieren. Singleauskopplungen wurden keine produziert.

## Titelliste
Das Album beinhaltet folgende zwölf Titel:
- Seite 1

1. Annie Get Your Gun (Medley aus Doin’ What Comes Natur’lly/Ethel Merman/1946, Show Business/William O’Neal, Marty May, Ray Middleton & Ethel Merman/1946 sowie They Say It’s Wonderful/Ray Middleton & Ethel Merman/1946[3])
2. Ich bin gewöhnt an ihr Gesicht (im Original als I’ve Grown Accustomed To Her Face von Rex Harrison, 1956[4])
3. Wunderbar (im Original von Patricia Morison & Alfred Drake, 1948[5])
4. True Love (im Original von Bing Crosby & Grace Kelly, 1948[6])
5. Hello Dolly (im Original als Hello, Dolly! von Carol Channing & David Hartman, 1964[7])
6. Heimweh nach St. Pauli

- Seite 2

1. Westside Story (Medley aus America/Chita Rivera & Ensemble/1957, Maria/Larry Kert/1957 sowie Tonight/Larry Kert & Carol Lawrence/1957[8])
2. Summertime (von George Gershwin, 1935[9])
3. Wenn ich einmal reich wär’ (im Original als If I Were A Rich Man von Zero Mostel, 1964[10])
4. Oh, What A Beautiful Morning (im Original als Oh, What A Beautiful Mornin’ von Alfred Drake, 1943[11])
5. Sonny Boy (im Original von Al Jolson, 1928[12])
6. No More (im Original von Sammy Davis, Jr. & Ensemble, 1964[13])